# Luis Saslavsky
Luis Saslavsky (21 de abril de 1903-20 de marzo de 1995) fue un director de cine y guionista argentino del período clásico que dirigió 21 películas y ejerció la crítica cinematográfica. Obtuvo el Cóndor de Plata a la mejor película y al mejor director por La dama duende en 1946 y el Premio Konex de Platino como el mejor guionista de la Argentina en 1984.

## Biografía
Comenzó su carrera ejerciendo la crítica cinematográfica en el diario "La Nación" en 1930, en reemplazo de Arturo Mom. Fundó "La Revista de América", junto a Eduardo Mallea y María Rosa Oliver. En 1933 el diario lo envió como corresponsal a Hollywood, para entrevistar a directores, astros y estrellas de cine. El viaje lo puso en contacto con figuras como Greta Garbo, Joan Crawford, Marlene Dietrich y el director Josef von Sternberg. Por mediación de su amigo Antoine de Saint-Exupery -a quien había conocido en Buenos Aires-, fue contratado por la Metro Goldwyn Mayer como asesor técnico de Vuelo nocturno (1933). Tras su regreso a Buenos Aires, fundó la productora SIFAL junto con Alberto de Zavalía, un emprendimiento para el cual convocaron al guionista Carlos Adén y a los futuros directores Carlos Schlieper, Ernesto Arancibia y Enrique Cahen Salaberry.
SIFAL produjo sólo dos filmes: Crimen a las tres (1934) y Escala en la ciudad (1934), las operas primas de Saslavsky y Zavalía, que resultaron ser un fracaso comercial. Sin embargo, la productora Pampa Film propuso a Saslavsky realizar La fuga (1937), un policial con Santiago Arrieta, Tita Merello y Francisco Petrone. El filme tuvo un gran éxito de público y cimentó la posición de Saslavsky dentro de la industria del cine argentino.
Fue convocado por la Argentina Sono Film para dirigir a Libertad Lamarque en el melodrama Puerta cerrada (1939), filme en el cual John Alton hizo la fotografía y, según algunas fuentes, participó en la dirección. Saslavsky también dirigió a Pepe Arias en El Loco Serenata (1939). Su estilo supo combinar un cine de entretenimiento con una búsqueda estética novedosa.[cita requerida]
Su filme Historia de una noche (1941) constituyó un formidable suceso de crítica y público. La productora Warner Brothers le encomendó la dirección de una versión norteamericana del mismo título. Sin embargo, el proyecto no se completó debido a desacuerdos sobre el tratamiento del guion.
En 1949, su filme Vidalita sufrió presiones por parte de la censura argentina. El supuesto tratamiento "anticriollo" impuesto al filme habría disgustado a Raúl Alejandro Apold, quien desde 1948 estaba a cargo de la Subsecretaría de Prensa y Difusión de la Presidencia de la Nación. Poco después, Saslavsky fue incluido por Apold en su "lista negra".
Saslavsky refiere en su libro La fábrica lloraba de noche, que "fui prohibido por el peronismo a pesar que Evita repetía que yo era el único director argentino bien educado. Me aseguraron que fue porque estando en Estados Unidos, al comienzo de la Segunda Guerra Mundial, yo me alisté al servicio de la política de buena vecindad".  En el mismo libro narra dos circunstanciales encuentros con Juan Domingo Perón, en la ciudad de Madrid.

Según Saslavsky:
Perón (...) me dijo:
-Usted nunca fue prohibido por haber estado al servicio de los norteamericanos. El francés Tinayre gestionaba el levantamiento de la prohibición que Apold había ordenado y usted se fue a Europa. 

No quise decirle que pese a la amistad que unía a Tinayre con Apold, éste nunca nos recibió (...) Entonces pensé: Ni Evita ni Perón han decretado esta prohibición (...) Preferí irme a Europa y esperar que el tiempo solucionara el conflicto. En París intenté recomenzar mi carrera y lo logré.
Su filme La corona negra (1951), realizado a partir de un guion original de Jean Cocteau, marcó el inicio de su etapa europea. Dirigió diversos filmes en España y Francia hasta su regreso a la Argentina.
En 1984 recibió el Premio Konex de Platino como el mejor guionista de la Argentina.
Luis Saslavsky falleció en Buenos Aires el 20 de marzo de 1995. Fue inhumado en el Cementerio Británico de Buenos Aires.

## El filmeHistoria de una noche
Para Manrupe y Portela su filme Historia de una noche es una "excelente historia de ocultamientos y sacrificios, contada desde cierto costumbrismo pueblerino y cínico. Filmada en un mes, su narración y su tempo todavía consiguen atrapar en uno de los mejores títulos de su director". Por su parte el crítico Di Núbila destaca a Pedro López Lagar en su interpretación de un cínico querible que, aunque incurrió en cierta afectada acidez, fue inteligente y personal, así como las excelentes actuaciones de Santiago Arrieta, Sabina Olmos, Felisa Mary y Sebastián Chiola. Sobre el filme agrega que "el talento de Luis Saslavsky se patentizó en el ensamble de componentes narrativos previamente valorizados por un tratamiento bastante adulto. Esa probidad y equilibrio, más el empleo funcional de una fotografía calidad Etchebehere, le permitió obtener verosimilitud, drama, humor, suspenso y toques poéticos la película que él se propuso".
Entre los premios otorgados por la Academia de Artes y Ciencias Cinematográficas de la Argentina en 1941, la película recibió el de mejor actor para Sebastián Chiola, la mejor adaptación para Luis Saslavsky y Carlos Adén, la mejor fotografía para Etchebehere y la de mejor director para Luis Saslavsky. 

## Filmografía seleccionada

### Director
- El Fausto criollo (1979)
- Vení conmigo (1972)
- La industria del matrimonio (1964)
- Placeres conyugales (1963)
- Historia de una noche (1963)
- Las ratas (1963)
- El balcón de la luna (1962)
- Premier mai ou Le Père (1958)
- Les louves (francia) (1957)
- La neige était sale (1954)
- La corona negra (1951)
- Vidalita (1949)
- Historia de una mala mujer (1947)
- Camino del infierno (1946)
- Cinco besos (1945)
- La dama duende (1944)
- Los ojos más lindos del mundo (1943)
- Eclipse de sol (1942)
- Ceniza al viento (1942)
- Historia de una noche (1941)
- La casa del recuerdo (1939)
- El Loco Serenata (1939)
- Puerta cerrada (1938)
- Nace un amor (1937)
- La fuga (1937)
- Crimen a las 3 (1934)
- Sombras (1931)

### Guionista
- A sangre fría dir. Daniel Tinayre
- les louves (francia) (1957)

### Argumento
- Allá en el Norte  (1973)

### Productor
- Vidalita (1949) dir. Luis Saslavsky
- Recuerdos de un ángel (1948) dir. Enrique Cahen Salaberry
- Llegó la niña Ramona (1945) dir. Catrano Catrani